# Piet van Dijk (saxofonist)
Piet van Dijk (Nijmegen, 8 december 1916 - Amsterdam, 4 juni 1978) was een Nederlandse jazz-tenor- en altsaxofonist, violist en bandleider. Hij werd voornamelijk bekend door zijn populaire dansorkest, waarmee hij in binnen- en buitenland optrad. In dat orkest was Rita Reys eind jaren veertig enige tijd zangeres.
Van Dijk begon bij lokale amateur-orkesten, daarna was hij actief in (semi-)professionele orkesten, waarmee hij ook wel in het buitenland werkte, met name in Zwitserland. Hij speelde als professioneel musicus in de band van de Surinaamse trompettist Mike Hidalgo, een trio van Willy van der Casteel, het orkest van de Surinaamse zanger Johannes Gerold en een groep van de Surinaamse trompettist Walter Rens. Hierna speelde hij in verschillende kleine bezettingen, onder meer met de Amerikaanse pianist Freddy Johnson. Een van de locaties waar hij speelde was Negro Palace in Amsterdam. Van Dijk had in 1940 een groep waarin Thijs Levendig trompet speelde, Nico de Rooij piano en Theo Koppes drums en gitaar. Hij trad er onder meer mee op in het Amsterdamse Lido en speelde met de groep voor radio-uitzendingen. Later onderging de band enkele personeelswisselingen en ging het ook optreden in variété- en revueprogramma's, met clowns, zangers en accordeonisten, tot aan de zomer van 1944. 
In 1947 werkte het Dutch Radio Dance Orchestra een tijd lang in Den Haag, onder meer met bassist Tom Dissevelt, daarna toerde het in Spanje en Portugal. In 1947 werd Rita Reys zangeres van het orkest en tijdens een langdurig verblijf in Tanger in 1948 werd haar echtgenoot Wessel Ilcken er drummer. Halverwege 1951 speelde de groep in Groningen (Reys en Ilcken waren inmiddels vertrokken), daarna was het dansorkest acht jaar lang actief in Duitsland, zoals in Garmisch-Partenkirchen. Vanaf september 1960 speelde zijn band weer in Nederland, in Rotterdam, Den Haag en Scheveningen (1961).